# Palacio de los Capitanes Generales
El Palacio de los Capitanes Generales (en català Palau dels Capitans Generals), en l'actualitat Museu de la Ciutat és a l'Havana Vella; ocupa tota una illa i és considerada l'obra de major importància arquitectònica de tot el desenvolupament barroc a Cuba. Aquest palau va ser edificat en el lloc on es trobava l'antiga catedral de l'Havana. Les obres van començar l'any 1776. Va ser el lloc de residència de 65 capitans generals enviats per Espanya per governar Cuba així com el recinte de l'Administrador dels Estats Units durant la intervenció de 1898 a 1902, i com ja era costum a més va servir durant la República de palau presidencial fins a 1920. Al pati interior està enclavada una estàtua de Cristòfor Colom, que s'hi va posar l'any 1862. També hi ha obres com la de marbre de Carrara de J. Cucchiari. Aquesta construcció va servir, a més, de seu del cabildo i presó, així com per contenir en l'entresòl diverses oficines del govern.

## Història
Al lloc on avui hi ha el palau, s'erigia el 1574, un petit temple catòlic, de teules i pedres, que segons alguns historiadors hauria sigut incendiada pel pirata Jacques de Sores el 1555. Aquesta església que era veritablement rica en obres i escultures se li va denominar al seu moment Parroquial Major. Va ser seriosament danyada el 1741 per l'explosió de la nau Santa Bárbara, que era atracada al proper port de l'Havana. Eren tants els danys, que l'església va haver de ser demolida i traslladada a la zona coneguda com La Plazuela de la Ciénaga, propietat de la Companyia de Jesús.
Durant l'època del Marquès de la Torre, sobre les runes de l'edificació es va començar el 1776 la construcció de la Casa de Govern, quel es va acabar el 1792, sota el govern de Luis de las Casas, i va ser en un primer temps la residència dels governadors colonials de l'illa.

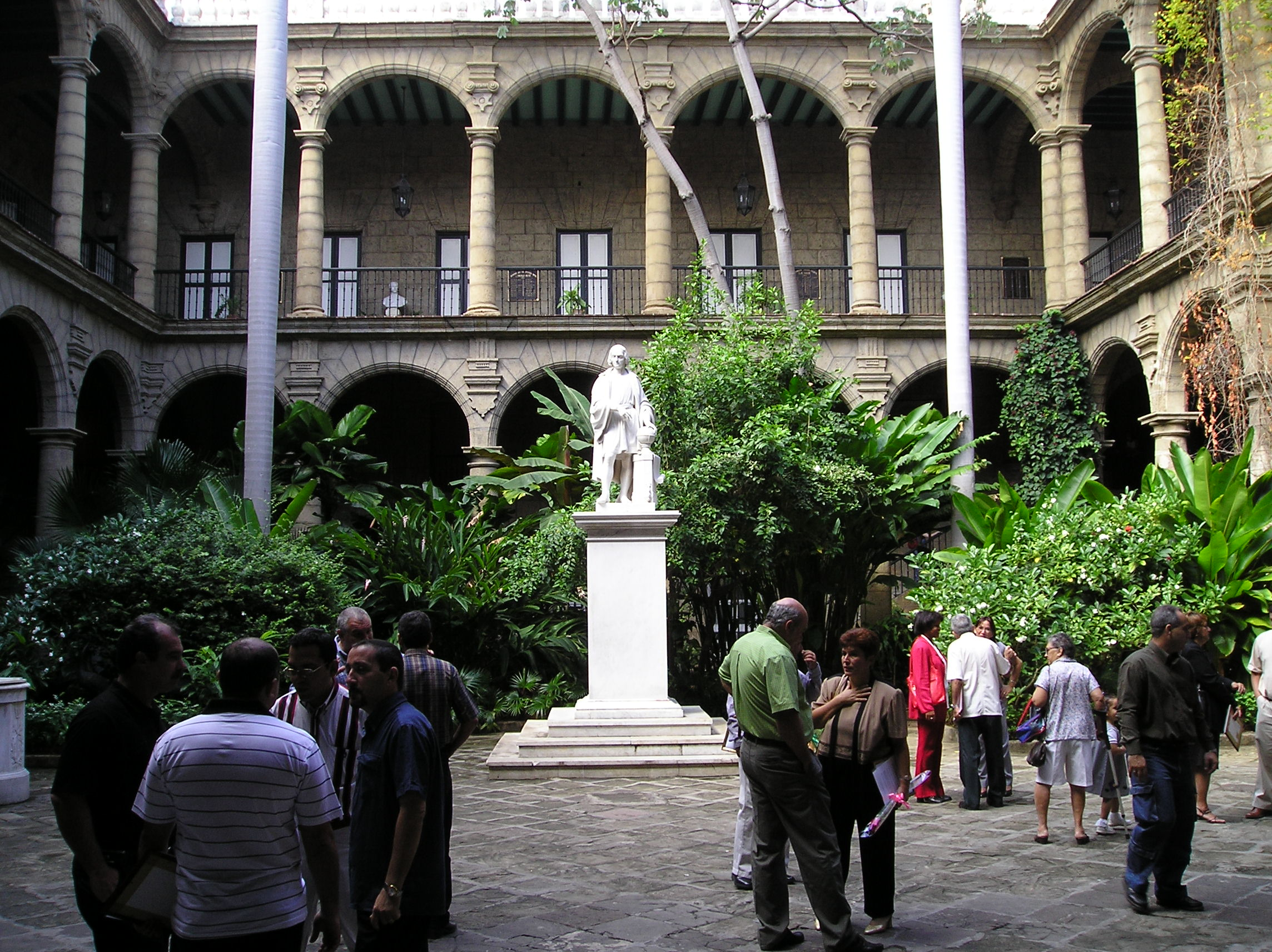
Estàtua de Colom al pati central.

L'edifici albergava a més de la Capitania General, altres departaments estatals i particulars. La planta alta amb vista a la Plaza de Armas, era ocupada per l'oficina del Governador, en la que dona al carrer Obispo, hi havia les oficines de l'Ajuntament municipal, els entresòls i la planta baixa eren ocupats per comerciants i escrivans que hi llogaven a terminis llurs oficines. L'ala nord que mira cap al carrer Mercaderes va ser destinada a la presó pública, després aquesta secció va ser ocupada per la Reial Audiència, celebrant en les seves diferents congressos, forts debats de les institucions criolles com la Societat Econòmica d'Amics del País o l'anomenada Junta de Fomento.
Quan la dominació colonial espanyola va acabar el 1898, va ser la seu del govern interventor dels nord-americans. Arribada la República es converteix en la seu presidencial fins a l'arribada de Mario García Menocal, que va traslladar el palau a al lloc definitiu, en l'edifici que avui és el Museu de la Revolució, aquest edifici va quedar destinat a l'Ajuntament de l'Havana.
Quan la Revolució cubana va triomfar el 1959 canvia de seu l'ajuntament i es trasllada a l'anomenada Casa dels alcaldes. L'11 de desembre de 1967 es crea en aquest lloc el Museu de la Ciutat, i s'hi van traslladar mantes col·leccions artístiques de marcat valor cultural i històric.
La història nacional de Cuba, es reflecteix en les diferents sales d'exposicions. La Sala de les Banderes exposa les ensenyes nacionals més important de la guerra d'independència, i les que van presidir nombrosos actes dels clubs d'exiliats cubans a Tampa i Cayo Hueso, entre aquestes la que va portar Narcís López el 1850 o la de Carlos Manuel de Céspedes, pare de la Pàtria.
Una altra de les sales exposa armament mambí utilitzats en les diferents conteses, pintures al·legòriques als pròcers independentistes i pertinences dels herois de la manigua.
Algunes sales s'han destinat a mostrar la decoració colonial del palau, amb peces d'alt valor, un exemple eloqüent és l'anomenat Saló Blanc que compta amb luxosos miralls venecians.
L'espai més visitat al museu és el Saló del Tron, construït imitant al gran saló del Palau Reial de Madrid, té exposicions de joies i vaixelles pertanyents a nombroses figures històriques com la tsarina russa Catalina la Gran o el pintor espanyol Federico Madrazo.